# WrestleMania XXX
WrestleMania XXX was een professioneel worstel-pay-per-view (PPV) en WWE Network evenement dat georganiseerd werd door de WWE. Het was de 30ste editie van WrestleMania en vond plaats in het Mercedes-Benz Superdome in New Orleans op 6 april 2014.

## Achtergrond
Op Royal Rumble 2014 won Batista de Royal Rumble match en kreeg een titelwedstrijd op dit evenement tegen de huidige kampioen van het WWE World Heavyweight Championship. Op Elimination Chamber 2014 verdedigde WWE World Heavyweight Champion Randy Orton met succes zijn titel nadat hij de Elimination Chamber match won. Uiteindelijk moet Randy Orton zijn titel voor dit evenement verdedigen tegen Batista.
Tijdens de Raw-aflevering op 24 februari 2014, daagde Brock Lesnar de WWE-worstelaars uit voor een wedstrijd tegen hem. Uiteindelijk verscheen The Undertaker, die na een maandenlange afwezigheid zijn rentree maakte, op het podium en daagde Lesnar uit voor een wedstrijd.

## Matchen
| Nr.                                                                          | Match | Winnaar(s)        |
| ---------------------------------------------------------------------------- | --- | ----------------- |
| PS                                                                           | The Usos (c) vs. Los Matadores vs. The Real Americans vs. Ryback & Curtis Axel in een fatal four-way tag team match voor het WWE Tag Team Championship | The Usos (c)      |
| 1                                                                            | Daniel Bryan vs. Triple H in een een-op-eenmatch | Daniel Bryan      |
| 2                                                                            | The Shield vs. Kane & New Age Outlaws in een six-man tag team match                                                                                    | The Shield        |
| 3                                                                            | André the Giant Memorial Battle Royal 1 | Cesaro            |
| 4                                                                            | John Cena vs. Bray Wyatt in een een-op-eenmatch | John Cena         |
| 5                                                                            | The Undertaker vs. Brock Lesnar (met Paul Heyman) in een een-op-eenmatch                                                                               | Brock Lesnar      |
| 6                                                                            | Vickie Guerrero Divas Championship Invitational (14-Diva single fall match) voor het WWE Divas Championship                                            | AJ Lee (c)        |
| 7                                                                            | Randy Orton (c) vs. Batista vs. Daniel Bryan in een triple threat match voor het WWE World Heavyweight Championship                                    | Daniel Bryan (nc) |
| (c) huidige kampioen voor en na de match \| (nc) nieuwe kampioen na de match | |                   |

1: De deelnemers zijn Alberto Del Rio, Big E, Big Show, Brad Maddox, Brodus Clay, Christian, Cody Rhodes, Damien Sandow, Darren Young, Dolph Ziggler, Fandango, Drew McIntyre, Goldust, The Great Khali, Heath Slater, Jinder Mahal, Justin Gabriel, Kofi Kingston, Mark Henry, The Miz, Rey Mysterio, Sheamus, R-Truth, Santino Marella, Sin Cara, Titus O'Neil, Tyson Kidd, Xavier Wood, Yoshi Tatsu en Zack Ryder. 

2: De WWE Divas zijn AJ Lee (c), Aksana, Alicia Fox, Brie Bella, Cameron, Emma, Eva Marie, Layla, Naomi, Natalya, Nikki Bella, Rosa Mendes, Summer Rae en Tamina Snuka. (14/14)